# Antillorena
Antillorena is een geslacht van spinnen uit de familie Zodariidae.

## Soorten
Het geslacht kent de volgende soorten:
- Antillorena gaia Brescovit & Ruiz, 2011
- Antillorena patapata Brescovit & Ruiz, 2011
- Antillorena polli (Simon, 1887)
- Antillorena sanjacintensis Quijano-Cuervo & Brescovit, 2018